# آدم جرفيتس
آدم جرفيتس (بالإنجليزية: Adam Griffiths) ولد في سيدني، أستراليا في 21 أغسطس 1979 لاعب كرة قدم أسترالي. يلعب مع المنتخب القومي لبلاده منذ عام 2008 ولم يسجل معه أي هدف.

## مسيرته الرياضية
| اسم النادي                | السنوات   | عدد المباريات | عدد الأهداف |
| ------------------------- | --------- | ------------- | ----------- |
| ساذرلاند شاركس            | 1998      | 6             | 1           |
| نورثن سبيريت              | 1999-2001 | 21            | 1           |
| جيبس لاند فالكونز (إعارة) | 2000      | 7             | 1           |
| مانلي يونايتد (إعارة)     | 2001      | 21            | 9           |
| نيوكاسل يونايتد جتز       | 2002-2003 | 31            | 1           |
| أوستندي                   | 2004-2005 | 27            | 0           |
| واتفورد                   | 2005-2006 | 0             | 0           |
| بورنماوث                  | 2006      | 7             | 1           |
| برنفورد                   | 2006-2007 | 37            | 1           |
| نيوكاسل يونايتد جتز       | 2007      | 38            | 3           |
| غولدن كوست يونايتد        | 2009      | 1             | 0           |
| الشباب                    | 2009-الآن |               |             |

## روابط خارجية
- آدم جرفيتس على موقع قاعدة بيانات كرة القدم.إي يو (الإنجليزية)
- آدم جرفيتس على موقع ناشيونال فوتبول تيمز (الإنجليزية)
- آدم جرفيتس على موقع Soccerway.com (الإنجليزية)
- آدم جرفيتس على موقع عالم كرة القدم.نت (الإنجليزية)